# Las Pircas
Las Pircas es una localidad chilena ubicada en la Provincia del Huasco, Región de Atacama. Que de acuerdo a su población es una entidad que tiene el rango de  caserío. Esta localidad forma parte del Valle de El Tránsito, que antiguamente se conocía como Valle de los Naturales.

## Historia
Los antecedentes históricos de Las Pircas son escasos.
Antiguamente, constituyó un asentamiento indígena del Valle de El Tránsito. Su nombre deriva de Pirca o muro de piedra, debido a la existencia de ruinas indígenas que estaban ubicadas próximo a la quebrada en la que se encuentra situada.
Para 1899 esta localidad era una zona de cultivo.

Pircas (Las). — Pequeñas heredades del departamento de Vallenar en el valle del río de los Naturales á unos nueve kilómetros hacia el O. de la aldea del Tránsito. En las márgenes del rio á sus lados frente á ellas se han explotado ricas vetas de cobre. El nombre es palabra de los antiguos idiomas del Perú, introducida al araucano, que significa pared de piedra seca y equivale á jorfe ó pedriza.
 Francisco Astaburuaga, 1899

## Turismo
Los atractivos turísticos de esta localidad son escasos.
Las Pircas constituye un punto de unión de los caminos que van por el norte del Río El Tránsito hacia Chanchoquín Chico y Los Perales por el sector sur.

## Accesibilidad y transporte
La localidad de Las Pircas se ubica al interior del poblado de Alto del Carmen y de la ciudad de Vallenar.
Existe transporte público diario a través de buses de rurales desde el terminar rural del Centro de Servicios de la Comuna de Alto del Carmen, ubicado en calle Marañón 1289, Vallenar.
Si viaja en vehículo propio, no olvide cargar suficiente combustible en Vallenar antes de partir. No existen puntos de venta de combustible en la comuna de Alto del Carmen.
A pesar de la distancia, es necesario considerar un tiempo mayor de viaje, debido a que la velocidad de viaje esta limitada por el diseño del camino. Se sugiere hacer una parada de descanso en el poblado de Alto del Carmen o en Marquesa para hacer más grato su viaje.
El camino es transitable durante todo el año, sin embargo es necesario tomar precauciones en caso de eventuales lluvias en invierno.

## Alojamiento y alimentación
En la comuna de Alto del Carmen existen pocos servicios de alojamiento formales en Alto del Carmen y en Chanchoquín Grande, se recomienda hacer una reserva con anticipación.
En Las Pircas no hay servicios de Camping formales, sin embargo se puede encontrar algunas facilidades para los campistas en El Olivo y en Chanchoquín Grande.
Los servicios de alimentación son escasos, existiendo en Alto del Carmen, Chanchoquín y en El Tránsito algunos restaurantes.
En muchos poblados como Marquesa y El Tránsito hay pequeños almacenes que pueden facilitar la adquisición de productos básicos durante su visita.

## Salud, conectividad y seguridad
Las Pircas cuenta con servicio de electricidad, iluminación pública y red de agua potable rural.
En los poblados de Alto del Carmen y de  El Tránsito existen Postas Rurales dependientes del Municipio de Alto del Carmen. y Retenes de Carabineros de Chile
Las Pircas no cuenta con servicio de teléfonos públicos rurales, sólo con señal para teléfonos celulares.
El Municipio cuenta con una red de radio VHF en toda la comuna en caso de emergencias.